# Los supervivientes
Los supervivientes (título original en inglés: The Survivors) es una miniserie dramática australiana creada por Tony Ayres para Netflix. Basada en la novela del mismo título de Jane Harper de 2020, la serie se estrenó el 6 de junio de 2025 y sigue a Kieran Elliott y cómo su vida cambió para siempre cuando dos personas cercanas a él murieron en la ciudad costera ficticia de Evelyn Bay, Tasmania, tras una terrible tormenta. Quince años después, regresa a casa con su familia y encuentra a la comunidad y al propio Kieran aún atormentados por los recuerdos del pasado.

## Sinopsis
La vida de Kieran Elliott cambió para siempre en el ficticio pueblo costero de Evelyn Bay, Tasmania, tras una terrible tormenta que azotó la bahía y causó la muerte de dos personas cercanas a él en la terrible tragedia. Al regresar a casa 15 años después con su familia, el pasado regresa para atormentarlo a él y a la unida comunidad tras el asesinato de una joven. La comunidad busca desesperadamente respuestas y se ve obligada a desentrañar los misterios que siguen atormentándolos y amedrentándolos durante tantos años.

## Reparto
El 31 de enero de 2025, Netflix anunció oficialmente el elenco de la serie.
- Charlie Vickers como Kieran Elliott
- Yerin Ha como Mia Chang
- Shannon Berry como Bronte
- Robyn Malcolm como Verity Elliott
- Damien Garvey como Brian Elliott
- Catherine McClements como Trish
- Don Hany como George Barlin
- Jessica De Gouw como Olivia Birch
- George Mason como Ash Carter
- Martin Sacks como Julian Gilroy
- Johnny Carr como el detective Alex Dan
- Miriama Smith como la sargento detective Sue Pendlebury
- Benedict Hardie como Chris Renn
- Julian Weeks como Liam Gilroy
- Tom Green como Sean Gilroy
- Ian Bliss como Geoff Mallott

## Episodios
| N.º | Título       | Director      | Guionista                     | Primera emisión    |
| --- | ------------ | ------------- | ----------------------------- | ------------------ |
| 1   | «Episodio 1» | Cherie Nowlan | Tony Ayres                    | 6 de junio de 2025 |
| 2   | «Episodio 2» | Cherie Nowlan | Tony Ayres y Alberto Di Troia | 6 de junio de 2025 |
| 3   | «Episodio 3» | Cherie Nowlan | Chistian White                | 6 de junio de 2025 |
| 4   | «Episodio 4» | Ben C. Lucas  | Peter Templeman               | 6 de junio de 2025 |
| 5   | «Episodio 5» | Ben C. Lucas  | Belinda Chayko                | 6 de junio de 2025 |
| 6   | «Episodio 6» | Ben C. Lucas  | Belinda Chayko                | 6 de junio de 2025 |

## Producción
El 21 de agosto de 2023, Netflix anunció The Survivors junto con otros tres proyectos de televisión australianos. La serie sería producida por Tony Ayres y Matchbox Pictures, con Jane Harper como productora ejecutiva. El 19 de diciembre de 2023, se anunció que la serie había comenzado a rodarse en Tasmania y había conseguido financiación y contaba con el apoyo de VicScreen y Screen Tasmania.
El 15 de febrero de 2024, se anunció que la serie había comenzado a filmarse en Hobart y que se realizarían filmaciones adicionales en los Docklands Studios de Melbourne.
El 31 de enero de 2025, Netflix anunció la lista de dramas para sus lanzamientos australianos, incluida la serie.

## Recepción
El sitio web agregador de reseñas Rotten Tomatoes le dio una calificación de aprobación del 100% basada en las reseñas de cinco críticos.
En una reseña de la serie para The Guardian, Lucy Mangan le dio una calificación de 4/5 y la describió como «un estudio sobre cómo el dolor crudo y el resentimiento purulento lo distorsionan todo, y cómo sobrevivir a una tragedia rara vez significa salir ileso».